# Jean Béraud
Jean Béraud (ur. 12 stycznia 1849 w Petersburgu, zm. 4 października 1935 w Paryżu) – francuski malarz i grafik.
Miał zostać prawnikiem, jednak po odbyciu służby wojskowej podjął studia w École nationale supérieure des beaux-arts w Paryżu pod kierunkiem Leona Bonnata. W latach 1873–1889 regularnie wystawiał w paryskim Salonie, pierwszy sukces odniósł w 1876, zwracając uwagę jury płótnem Le Retour de l'enterrement. W 1889 otrzymał złoty medal na Wystawie Światowej. Dwukrotnie odznaczano go Legią Honorową. Był członkiem założycielem Sociéte Nationale des Beaux Arts, gdzie wystawiał i aktywnie pracował w latach 1910–1929.
Artysta prowadził własne studio w dzielnicy Montmartre. Utrzymywał kontakty z francuską elitą artystyczną, jego przyjacielem był Édouard Manet. W 1897 był sekundantem Marcela Prousta podczas jego nierozstrzygniętego pojedynku z Jeanem Lorrainem. Nigdy nie był żonaty i nie miał dzieci. Spoczywa na cmentarzu Montparnasse obok matki.
Béraud był uznanym portrecistą, jednak największą popularność zdobył dzięki przedstawieniom życia codziennego francuskiej belle époque, którego był wnikliwym obserwatorem. Jego sceny rodzajowe są pełne humoru i często złośliwego pokpiwania z ludzkich przywar. Czasami łączył elementy biblijne z współczesnymi, tak jak w kontrowersyjnym obrazie La Madeleine chez le Pharisien, gdzie faryzeusze przypominają członków jury paryskiego Salonu. Pomimo że był związany ze środowiskiem impresjonistów, artysta wypracował własny styl. Jego prace są pod względem technicznym zgodne z zasadami akademizmu, jednak czerpał z doświadczeń impresjonistów, stosując zbliżoną kolorystykę i zasady otwartej kompozycji.

## Galeria

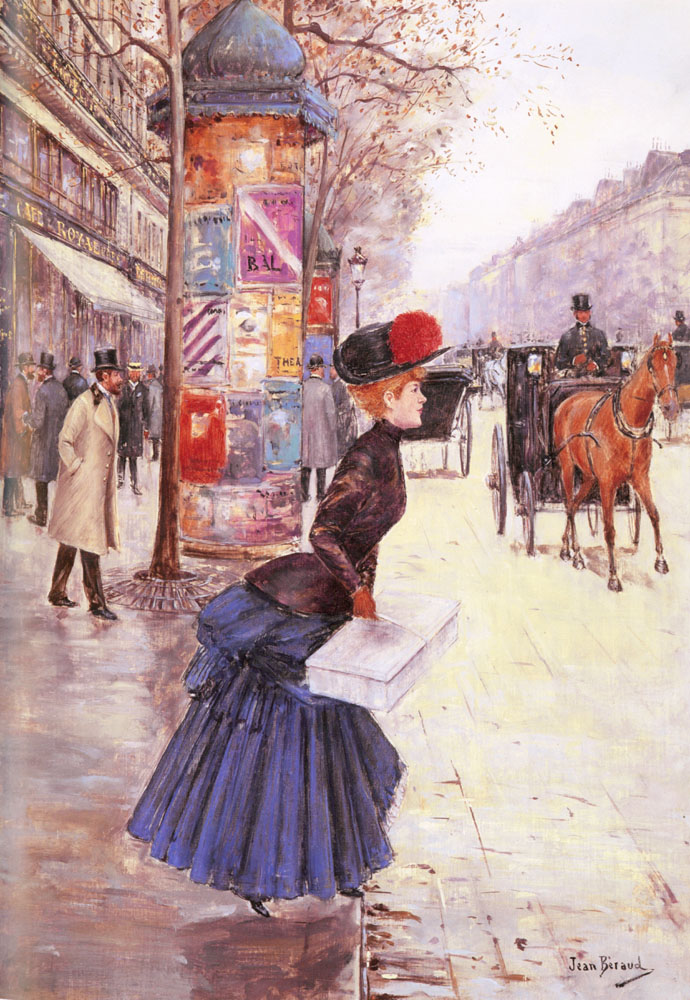
Jeune femme traversant le boulevard
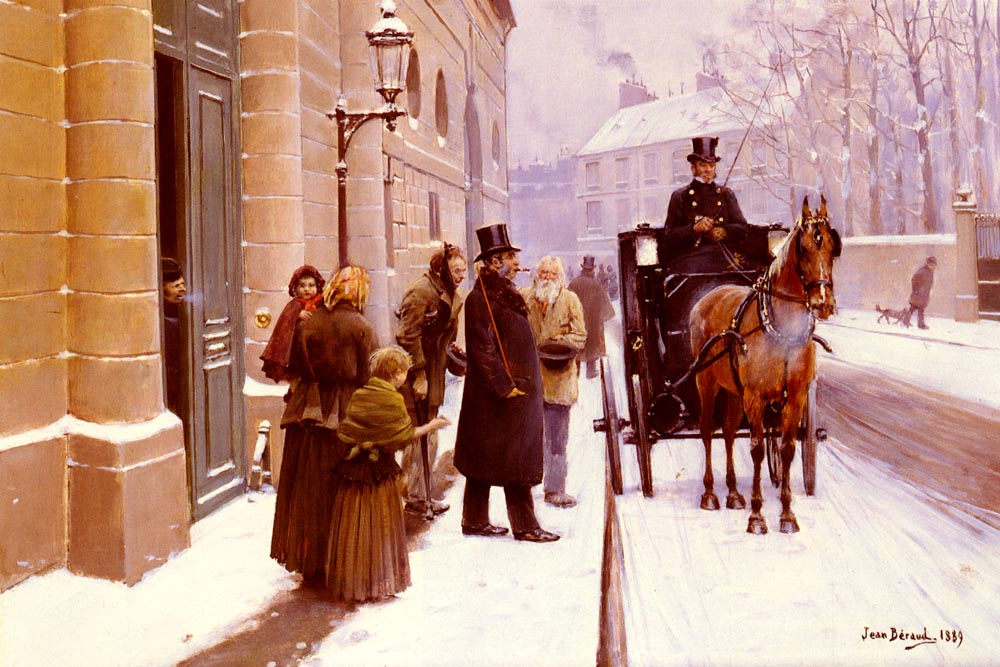
La Sortie du bourgeois
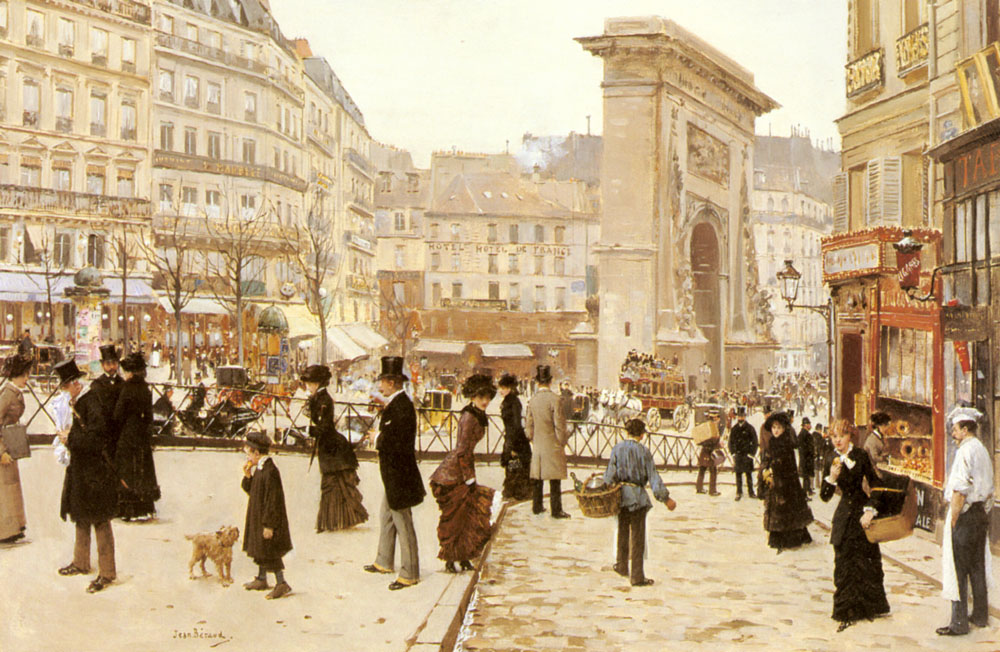
Le Boulevard Saint-Denis
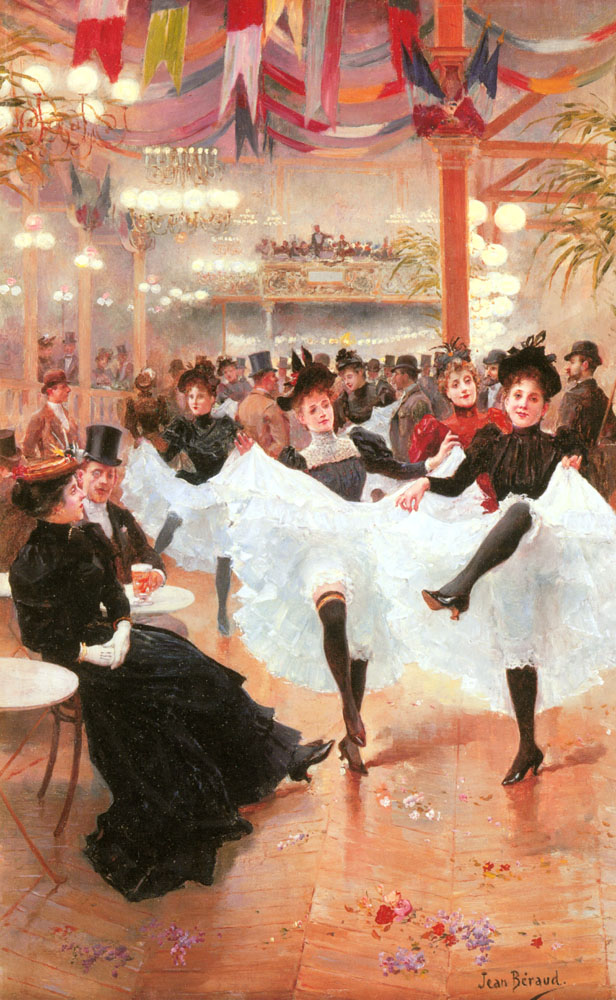
Le Café de Paris